# 千屋熊太郎
千屋 熊太郎（ちや くまたろう、1844年12月27日〈天保15年11月18日〉 - 1864年10月5日〈元治元年9月5日〉）は、江戸時代の土佐藩の医学者。尊皇攘夷運動家。本姓は菅原氏。名は孝樹。

## 概要
土佐国安芸郡和食村（現・高知県安芸郡芸西村和食）の庄屋・千屋清助の子として生まれる。千屋菊次郎・千屋金策は従兄に当たる。
万延元年（1860年）大坂へ上り、緒方郁蔵（研堂）に医学を学び、文久2年（1862年）故郷に帰国してから開業を果たす。
元治元年（1864年）、土佐勤王党の党首武市瑞山の投獄を期に、武市の釈放を求めた清岡治之助・清岡道之助を中心とした野根山の集まりに参加し、土佐藩に捕縛される。同年9月5日、奈半利川の岸にて斬首された（野根山二十三士の殉難）。享年21歳。
明治31年（1898年）7月4日、従五位を追贈された。